# Phenylbutazon
Phenylbutazon (Internationaler Freiname), chemisch 4-Butyl-1,2-diphenylpyrazolidin-3,5-dion, ist ein Pyrazolidindion-Derivat und wird als Arzneistoff aus der Gruppe der nichtsteroidalen Antirheumatika mit analgetischer, antiphlogistischer und antipyretischer Wirkung verwendet. Phenylbutazon wurde 1951 von Geigy (heute Novartis) patentiert.

## Anwendungen

### Humanmedizin
Grundsätzlich sollte es nur für kurze Zeit und nur dann verordnet werden, wenn andere Behandlungen und neuere nichtsteroidale Antirheumatika nicht ausreichend wirken. Zur Anwendung kommt Phenylbutazon heute deshalb noch zur Behandlung akuter Schmerzen bei entzündlichen rheumatischen Erkrankungen, wie
- chronischer Polyarthritis
- Morbus Bechterew
- sowie bei akuten Gichtanfällen

### Veterinärmedizin
Phenylbutazon ist in verschiedenen Darreichungsformen zur oralen, intramuskulären oder intravenösen Verabreichung im Handel, auch als Salbe oder perkutane Lösung. Der Wirkstoff wird in Klein- und Großtierpraxen häufig eingesetzt. In der Europäischen Union ist die Verwendung von Phenylbutazon bei lebensmittelliefernden Tieren verboten.
Bei Pferden wird Phenylbutazon sehr häufig therapeutisch eingesetzt. Allerdings wird Phenylbutazon im Pferdesport auch als Dopingmittel missbraucht. Phenylbutazon ist diesbezüglich Spitzenreiter der Statistik. Nachdem der Einsatz des Mittels im internationalen Pferdesport in den 1990er Jahren verboten wurde, wurde dieses Verbot im Rahmen der FEI-Generalversammlung 2009 gekippt und als neuer Grenzwert die Menge von 8 Mikrogramm je Milliliter Plasma eingeführt. Damit liegt der neue Grenzwert rund dreimal so hoch wie vor dem Verbot der Substanz. Aufgrund massiver Proteste, insbesondere aus Europa, wurde die Einführung des neuen Reglements zunächst auf April 2010, später dann bis zur nächsten Generalversammlung der FEI im November 2010 verschoben. Bis zu diesem Zeitpunkt soll die Liste der erlaubten/unerlaubten Medikationen nochmals überprüft werden. Auf der von der FEI für 2013 herausgegebenen Liste wird Phenylbutazon nach wie vor lediglich als controlled substance und nicht als banned substance geführt.

## Analytik
Der zuverlässige qualitative und quantitative Nachweis von Phenylbutazon gelingt durch den Einsatz der HPLC in Kopplung mit der Massenspektrometrie nach geeigneter Probenvorbereitung.

## Pharmakokinetik
Im Magen-Darm-Trakt wird Phenylbutazon fast vollständig resorbiert. Die Aufnahme erfolgt im Wesentlichen im Dünndarm. Maximale Blutspiegel werden nach oraler Gabe in 1–2 Stunden erreicht. Die Plasmaproteinbindung des Arzneistoffs beträgt mehr als 95 %, sie ist letztlich verantwortlich für die lange Verweildauer im Körper. Die Metabolisierung erfolgt in der Leber. Dabei wird Oxyphenbutazon als wirksamer Metabolit gebildet. Die Ausscheidung erfolgt zu ca. 70 % über die Nieren (renal) und zu ca. 30 % über die Galle (biliär). Durch Induktion des Cytochrom P450-Isoenzyms CYP3A kann Phenylbutazon Arzneimittelwechselwirkungen bewirken.

## Nebenwirkungen
Phenylbutazon hat im Körper eine sehr lange Verweildauer. Wirksame Konzentrationen werden in den Gelenken noch bis zu drei Wochen nach Beendigung der Einnahme gefunden. Der Wirkstoff hat so einerseits zwar sehr starke entzündungshemmende Effekte, andererseits aber auch sehr schwere Nebenwirkungen. Es sollte daher nur wenige Tage eingenommen werden.
An Nebenwirkungen werden unter anderem beobachtet: Magen-Darm-Störungen (Ulkusgefahr), Knochenmarksschäden (Agranulozytose), Natriumretention (Ödeme), vermehrte Harnsäure-Ausscheidung und dadurch Gefahr der Konkrementbildung. Bei Pferden können Papillennekrosen entstehen.
Phenylbutazon kam zunächst in weiter gefassten Anwendungsbereichen in den Markt. Nach dem Bekanntwerden schwerer Nebenwirkungen (gastrointestinale Schädigungen, Störungen der Blutbildung), zum Teil mit Todesfolge, wurden 1984 die Indikationen eingeschränkt und weitere Maßnahmen auferlegt, um die Anwendung von Phenylbutazon nur auf das absolut notwendige Maß zu beschränken. Weiterhin wurde Fixkombinationen von Phenylbutazon mit Corticosteroiden für die intramuskuläre Injektion bei starken Rückenschmerzen (Beispiel Tomanol B: Phenylbutazon, Ramifenazon, Prednisolon, Vitamin B12, Cinchocain) in Deutschland 1985 die Zulassung entzogen, da auch bei kurzzeitiger Anwendung unvertretbar häufig Blutungen im Magendarmtrakt, Magenschleimhautgeschwüre und Magendurchbrüche auftraten. Darüber hinaus untersagte das Regierungspräsidium Tübingen einem Pharmaunternehmen, die Anwendung einer selbstherzustellenden „Mischspritze“ von Phenylbutazon und Vitamin B12 mit Dexamethason zu bewerben.  Die gebrauchsfertige Mischung von Phenylbutazon mit einem Corticoid zur Injektion ist auch als „Tübinger Bombe“ bekannt.

## Handelsnamen
Monopräparate

Butagran Equi (A), Equistopar (A), Phenylbutariem für Pferde (A), Butazolidin (S), Chanbute für Pferde (D)
Kombinationspräparate
- Ambene parenteral (mit Lidocain) (D)
- historische Kombinationen mit Corticoiden (bis 1985): Tomanol B (D), Dexa-Attritin (D)
- historische Kombination mit Aminopyrin: Irgapyrin (S)[15]
- Phen-Pred Tabletten für Hunde (mit Prednison) (A)